# Ferrocarrils de Catalunya
Ferrocarrils de Catalunya (FCC) (Ferrocarriles de Cataluña en castellà) fou una companyia privada que uní Barcelona amb el Vallès, en ferrocarril, a través de la Serra de Collserola promoguda per la Barcelona Traction. El 1977 la companyia entrà en fallida i les seves línies foren transferides provisionalment a FEVE i posteriorment a Ferrocarrils de la Generalitat de Catalunya el 1979.

## Antecedents
La idea d'unir Barcelona i el Vallès a través de la Serra de Collserola, cuejà durant la segona meitat del segle xix amb diversos projectes, tot i així mai es va portar a la pràctica cap projecte fins que Carles Emili Montañès, antic enginyer en cap de Les Tramways de Barcelone va demostrar la viabilitat d'aquest projecte obrint el 1908 un petit ferrocarril anomenat Mina Grott. Després de diversos problemes legals, els quals l'obligaven a tancar el petit ferrocarril, va obtenir una concessió d'un ferrocarril de Sarrià a Les Planes.
Com que Montañès no aconseguia finançament nacional per tirar endavant la concessió, va recórrer al Dr. Fred Stark Pearson (un conegut enginyer nord-americà), el qual accedí a donar impuls al projecte.

### El projecte de Pearson
El projecte que Frederick Stark Pearson volia que la Barcelona Traction dugués a terme es recolzava en tres objectius:
- La creació de centrals productores d'hidroelectricitat que subministressin energia a baix preu a la indústria catalana, augmentant-ne el consum.
- La creació d'una línia ferroviària elèctrica entre Barcelona i el Vallés, per assegurar la venda d'electricitat a un gran consumidor i també crear un medi de transport fàcil, de forma que el Vallés es convertís en un lloc de residència per als barcelonins, promovent el negoci immobiliari al Vallès i el transport públic ferroviari entre les dues àrees.
- La urbanització d'espais al Vallès per acomodar als barcelonins que hi anirien a viure.

### El recorregut entre Barcelona i el Vallés
L'empresa Ferrocarrils de Catalunya es creà per construir i explotar la línia ferroviària entre Barcelona i el Vallés. Aquesta s'articulava en tres trams:
- El recorregut des de la plaça Catalunya a Sarrià era un tram que ja explotava l'empresa Ferrocarril de Sarrià a Barcelona, propietat de la companyia belga Société Générale de tramways électriques en Espagne. El mes de juny de 1911 Pearson adquirí l'empresa. Aquesta línia s'integrà a Les Tramways de Barcelone el 1913, quan fou adquirida per la Barcelona Traction, Light and Power.[1]
- El pertanyent a Carles Montañès, que era el titular de la concessió obtinguda el 27 de desembre de 1910, i que permetia la construcció d’una línia entre Sarrià i Les Planes de Vallvidrera, mitjançant un túnel que travessés la serra de Collserola. La concessió fou adquirida també el 1911 per una empresa del grup de la Barcelona Traction.
- El tram entre Les Planes de Vallvidrera i les ciutats de Sabadell i Terrassa. Una llei especial del 7 de juny de 1912 autoritzava al govern espanyol a atorgar una concessió provisional a Ferrocarrils de Catalunya per construir i explotar la línia; el 20 de gener de 1913 el ministeri de foment li atorgava la concessió definitiva per 99 anys.[2]

## Constitució i accionistes

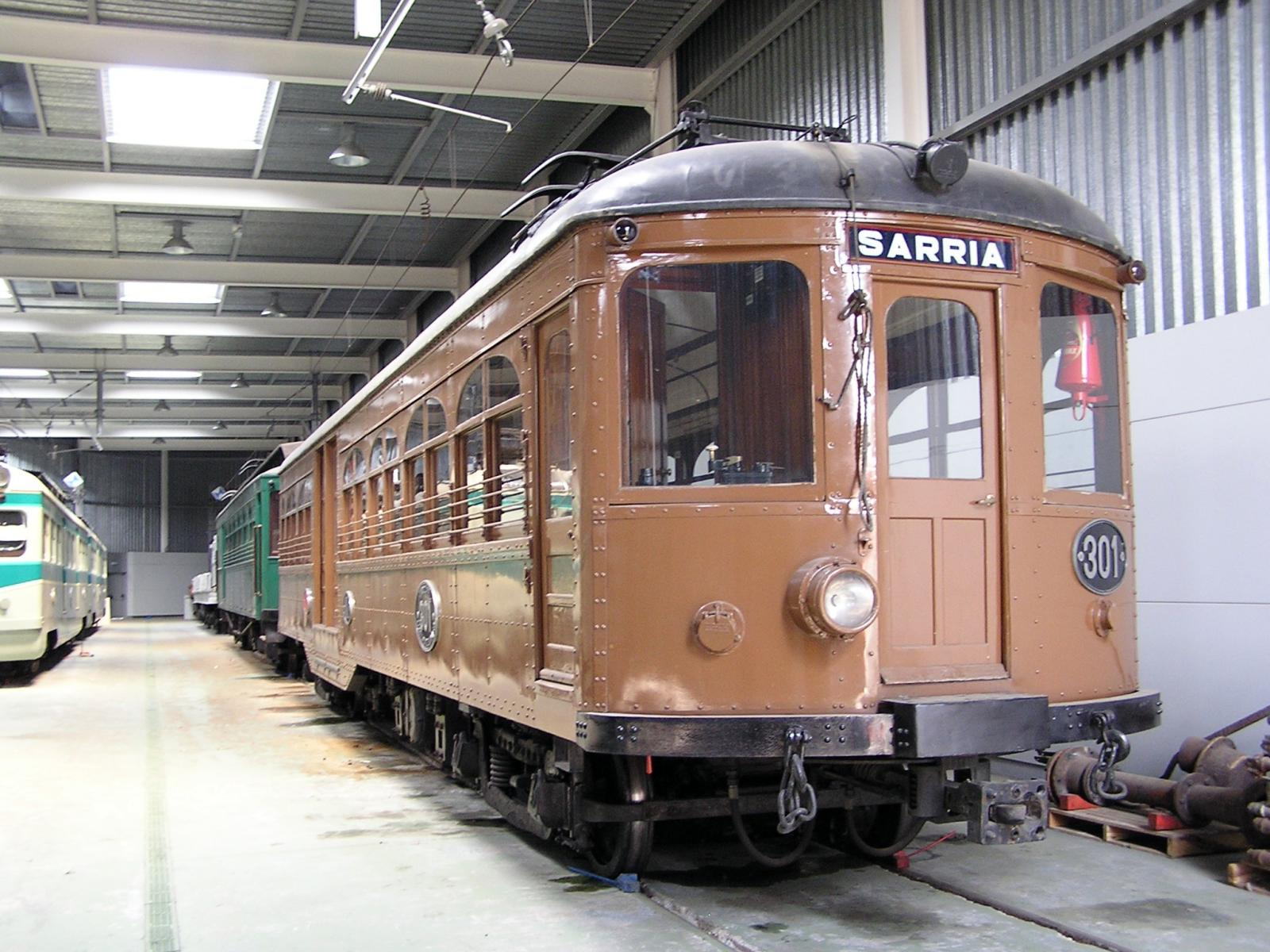
Cotxe M-301 Brill

El 30 de novembre de 1911 es signà un acord entre la Barcelona Traction, Light and Power i Spanish Securities en el que la segona empresa subscrivia totes les accions de la primera, i a canvi li traspassava tots els seus actius presents i també la totalitat de les accions d'una societat encara no constituïda, Ferrocarrils de Catalunya.

### Constitució
Legalment la societat es constituí l'1 d'abril de 1912 amb un capital de 12 milions de pessetes, articulades en 24.000 accions de 500 pessetes cadascuna. Els socis eren dues societats del grup de la Barcelona Traction:
- Spanish Securities va aportar el projecte de construcció de la nova línia ferroviària des de Les Planes de Vallvidrera a Sabadell i Terrassa. Així mateix el 12 de febrer de 1913 va traspassar la concessió entre Sarrià i Les Planes de Vallvidrera que havia comprat a Carles Montañès, el qual l'havia obtinguda el 27 de desembre de 1910.[3] A canvi Spanish Securities va rebre de Ferrocarrils de Catalunya 16.000 accions alliberades valorades en 8 milions de pessetes.
- Ferrocarril de Sarrià a Barcelona, empresa recentment adquirida per la Barcelona Traction, li va traspassar els seus actius. A canvi va rebre 8.000 accions alliberades de Ferrocarrils de Catalunya per valor de 4 milions de pessetes, així com 8 milions de pessetes en obligacions que l'empresa emetria en un futur.[4] [a]

Cal fer notar que com les accions eren alliberades, els socis no van fer cap desemborsament, més enllà del traspàs d'actius.
Carles Montañès fou nomenat conseller vitalici de la societat, encarregant-se principalment de les relacions amb l'administració.

### Embolics
El 4 de setembre de 1912 es van modificar els estatuts socials de la societat, i s'especificava, malgrat l'acord del 30 de novembre de 1911, que les accions de l'empresa estaven repartides entre Spanish Securities i Guarantee Insurance and Investment Company (una empresa instrumental del grup), però sense concretar les proporcions. No es feia cap referència a Ferrocarril de Sarrià a Barcelona, ni per la part de les accions ni per la dels actius aportats.
En els primers estats financers de la Barcelona Traction, Light and Power, publicats el 1915, s'especifica que Ferrocarrils de Catalunya és una filial de la Barcelona Traction. Però ni Spanish Securities ni Guarantee Insurance and Investment Company eren filials. La primera era la tenedora de les accions de la Barcelona Traction, la segona no n'era ni filial ni propietària.
En el 1922 es van tornar a modificar els estatuts socials de la societat, i s'especificava que les accions de l'empresa eren propietat única de Spanish Securities, sense mencionar a Guarantee Insurance and Investment Company. En els estas financers de la Barcelona Traction corresponents a l'exercici de 1923 es continua incloent a Ferrocarrils de Catalunya.

## Historial

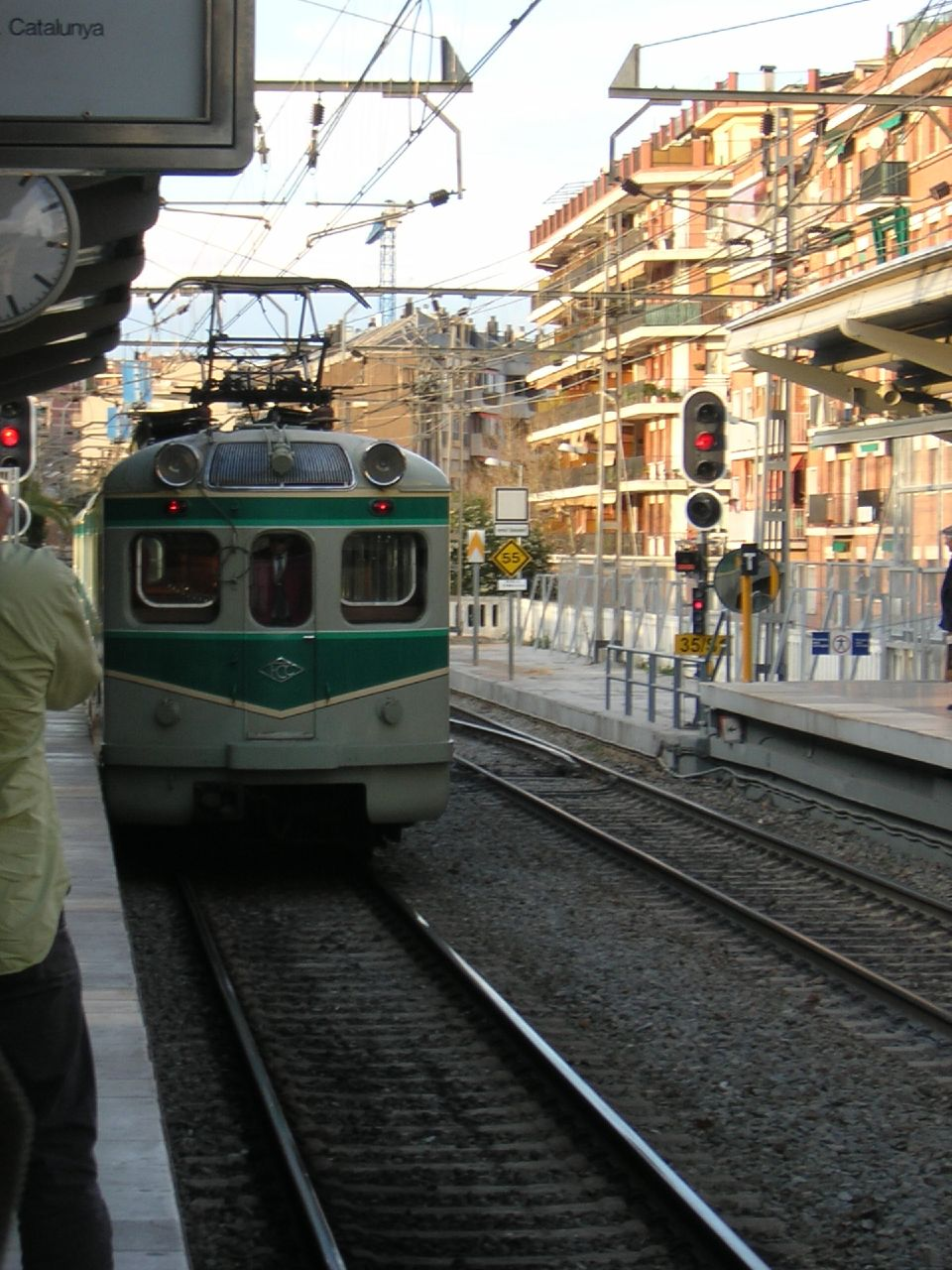
Unitat 400(Granotes) construïdes per FCC

El maig del mateix any començaren les obres per a la construcció de la nova línia ferroviària des de Sarrià (Barcelona) a les Planes de Vallvidrera. La construcció implicava perforar la serra de Collserola amb cinc túnels per permetre l'estesa de les vies. La Barcelona Traction prestà els diners per poder fer les obres. A desembre de 1913 el deute arribava a 13.121.009 pessetes.
L'esclat de la Primera Guerra Mundial precipità la suspensió de pagaments de l'empresa matriu, la Barcelona Traction, fet que aturà tant les seves obres hidroelèctriques com les de construcció de la línia Sarrià-Les Planes, amb el túnel més llarg a mig perforar i havent gastat unes 411.000 lliures esterlines. (aproximadament uns 10 milions 275 mil pessetes de l'època i uns 32 milions i mig d'euros del 2020).
Dintre del pla de reestructuració financera de la Barcelona Traction que s'acordà el 1915, Ferrocarrils de Catalunya emeté obligacions per valor de 20 milions de pessetes, al 5% d'interès, per obtenir finançament que li permetés continuar amb les obres.
El 1915 morí el Dr. Pearson a bord del RMS Lusitania torpedinat pel submarí alemany U-20. Això comportà, més tard, que mai es realitzessin els projectes de prolongació del ferrocarril cap a Berga i França. Com definia el projecte original.
El 28 de novembre de 1916 s'inaugurà el tram Sarrià (Barcelona) - Les Planes.
El 26 d'octubre de 1917 s'inaugurà el tram Les Planes - Sant Cugat.
El 13 de setembre de 1918 s'inaugurà el tram Sant Cugat - Rubí.
El 28 de desembre de 1919 s'inaugurà el tram Rubí - Terrassa.
L'1 de juny de 1922 s'inaugurà el tram Sant Cugat - Sabadell.

### Venda de la companyia
El dictador Primo de Rivera va impulsar la compra de les companyies de serveis públics propietat d'inversors internacionals per part d'inversionistes locals a través del Decret de Nacionalització (Decreto de Nacionalización) de desembre de 1923. El 1925 la Barcelona Traction va vendre la companyia a un grup financer articulat al voltant del Banco Central i el Banc de Santander.
La venda fou una operació triangular, on la intermediació d'Alfred Loewenstein, promotor de la Barcelona Traction com a cap del sindicat financer belga, només s'explica com a mecanisme perquè aquest obtingués uns beneficis en un moment en què els negocis no li anaven bé. L’operació era complicada. Inicialment la Barcelona Traction va vendre la totalitat de les 24.000 accions de Ferrocarrils de Catalunya, així com un deute que aquesta tenia amb la Barcelona Traction per un import de 649.835 lliures esterlines. També va lliurar al comprador 12.750 accions pròpies. El comprador, Alfred Loewenstein, va vendre les accions, obtenint 7.775 a canvi lliures esterlines, que pagà a la Barcelona Traction. I també va lliurar obligacions First Mortgage de la Barcelona Traction per un valor nominal de 647.500 lliures esterlines, en un moment en què les obligacions cotitzaven al 60% a la borsa. L'operació s'articulà a través de les societats Sidro, en aquell moment el principal accionista majoritari de la Barcelona Traction, i International Holdings & Investment, aquesta propietat de Loewenstein.
Tot seguit Loewenstein vengué les accions de Ferrocarrils de Catalunya al consorci comprador.

### Ampliació de la xarxa
El 21 de setembre de 1925 s'inaugurà el baixador de Sabadell-Rambla. Subterrani gràcies a les pressions municipals.
El 1927 s'inicien projectes de prolongació del ferrocarril cap a Castellar i Caldes de Montbui
El juliol de 1936 es confisca la companyia i les línies foren explotades per un comitè d'obrers.
El 1967 es compren noves unitats de material mòbil que permeten renovar el material mòbil.

### Traspàs de la propietat
El 23 de maig de 1977 a causa de l'alt dèficit s'anuncia la clausura de la xarxa el 20 de juny de 1977.
El 17 de juny de 1977 es transfereixen provisionalment les línies a FEVE.
El 7 de novembre de 1979 es transfereixen les línies a Ferrocarrils de la Generalitat de Catalunya.

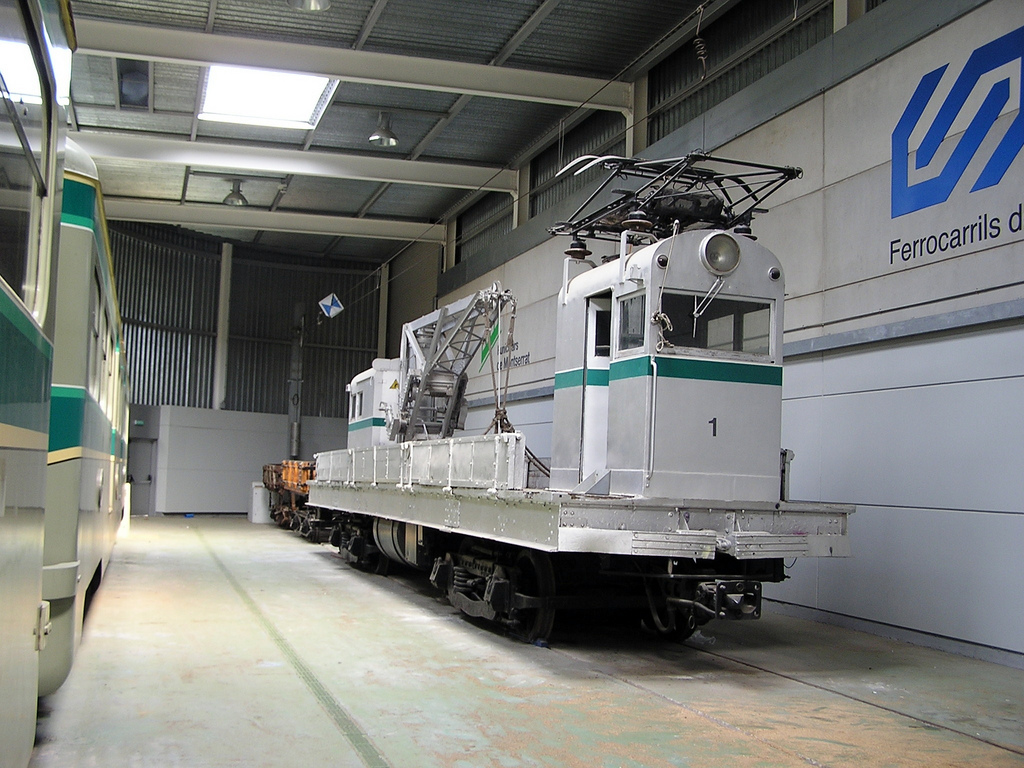
Grua número 1 de FCC.
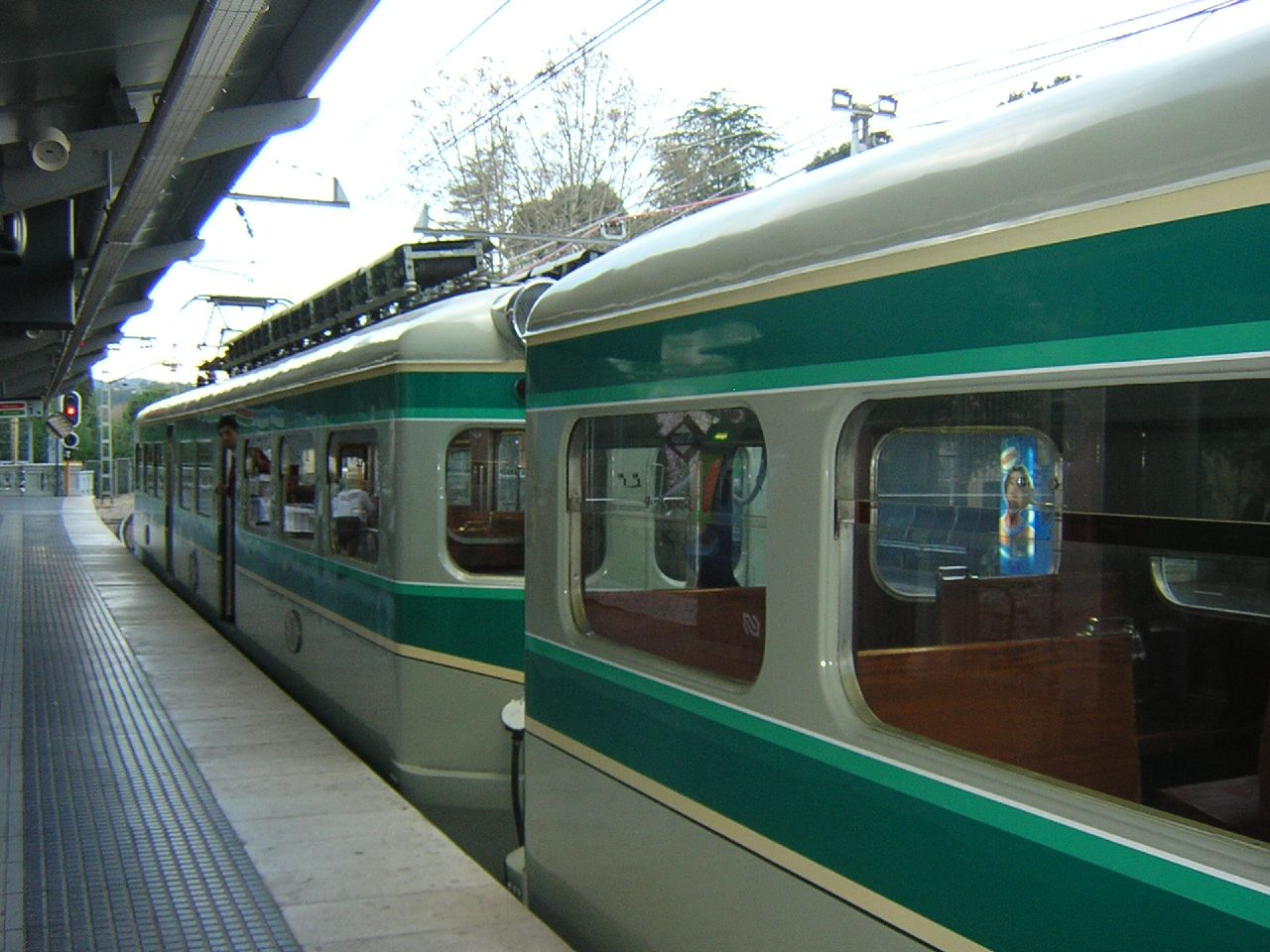
Unitat 400 coneguda popularment com a granotes.
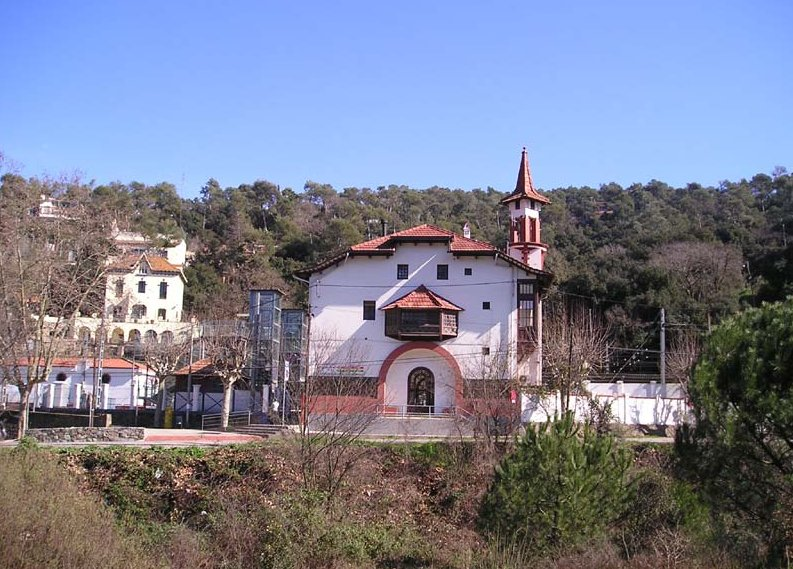
Estació de les Planes construïda per FCC
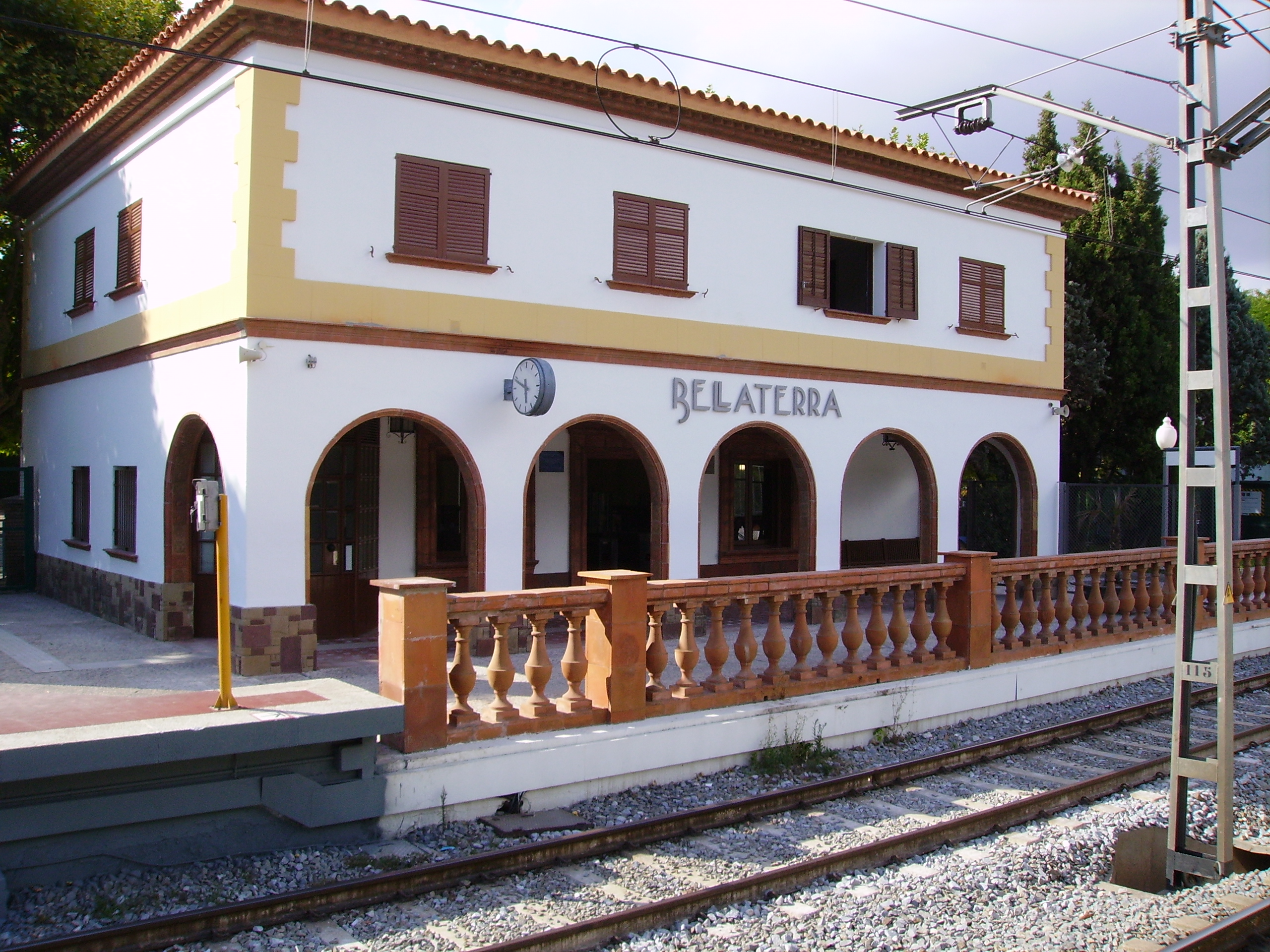
Estació de Bellaterra construïda pels FCC.